# دييغو إستيبان سيمونيه
دييغو إستيبان سيمونيه (بالإسبانية: Diego Simonet) مواليد 26 ديسمبر 1989 في بوينس آيرس، الأرجنتين، هو لاعب كرة يد أرجنتيني يلعب كوسط مدافع. يلعب حاليا مع نادي مونبلييه لكرة اليد ويحمل الرقم 4. مثل منتخب الأرجنتين لكرة اليد. شارك في دورة الألعاب الأولمبية الصيفية سنة 2012. حقق المركز الأول في دورة الألعاب الأمريكية 2011.

## سجل المنافسة
شارك في البطولات التالية:
- بطولة العالم لكرة اليد للرجال 2015
- الألعاب الأولمبية الصيفية 2012

## الميداليات
| الميدالية | المسابقة                    |
| --------- | --------------------------- |
| ذهبية     | دورة الألعاب الأمريكية 2011 |
| فضية      | دورة الألعاب الأمريكية 2015 |

## روابط خارجية
- دييغو إستيبان سيمونيه على موقع الاتحاد الدولي لكرة اليد (الإنجليزية)
- دييغو إستيبان سيمونيه على موقع الاتحاد الأوروبي لكرة اليد (الإنجليزية)
- دييغو إستيبان سيمونيه على موقع الاتحاد الفرنسي لكرة اليد (الفرنسية)
- دييغو إستيبان سيمونيه على موقع اللجنة الأولمبية الدولية (الإنجليزية)
- دييغو إستيبان سيمونيه على موقع أوليمبيديا (الإنجليزية)
- دييغو إستيبان سيمونيه على موقع اللجنة الأولمبية الأرجنتينية (الإسبانية)